# Oculometria
L'oculometria, nota anche come monitoraggio oculare e con il termine inglese eye tracking, è il processo di misurazione del punto di fissazione oculare o del moto di un occhio rispetto alla testa. Tali misure possono essere ottenute tramite un tracciatore oculare e possono essere utilizzate nello studio anatomico e fisiologico dell'apparato visivo, nella linguistica cognitiva e nella progettazione di prodotti commerciali. I tracciatori oculari portatili sono sempre più utilizzati per applicazioni riabilitative e di assistenza (ad esempio per il controllo di sedie a rotelle o braccia e protesi robotiche)..

## Storia
Nel 1800, gli studi sul movimento degli occhi venivano effettuati utilizzando osservazioni dirette. Ad esempio, Louis Émile Javal osservò nel 1879 che la lettura non comporta un movimento regolare degli occhi lungo il testo, come precedentemente ipotizzato, ma una serie di brevi interruzioni (chiamate fissazioni) e rapide saccadi. Questa osservazione ha sollevato importanti domande sulla lettura, domande che sono state esplorate nel corso del 1900: su quali parole si fermano gli occhi? Per quanto? Quando regrediscono a parole già viste?
Edmund Huey costruì uno dei primi eye tracker, usando una sorta di lente a contatto con un foro per la pupilla. L'obiettivo era collegato a un puntatore di alluminio che si muoveva in risposta al movimento dell'occhio. Huey ha studiato e quantificato le regressioni (solo una piccola parte delle saccadi sono regressioni) e ha dimostrato che alcune parole in una frase non sono fisse.
I primi eye-tracker non intrusivi furono costruiti da Guy Thomas Buswell a Chicago, utilizzando fasci di luce che si riflettevano sull'occhio, quindi registrandoli su pellicola. Buswell ha condotto studi sistematici sulla lettura e sulla visione delle immagini.
Negli anni '50, Alfred L. Yarbus condusse ricerche sull'eye tracking e il suo libro del 1967 viene spesso citato. Ha dimostrato che il compito assegnato a un soggetto ha un'influenza molto ampia sul movimento degli occhi del soggetto. Ha anche scritto sulla relazione tra fissazioni e interesse:
Lo schema ciclico nell'esame delle immagini "dipende non solo da ciò che viene mostrato sull'immagine, ma anche dal problema che deve affrontare l'osservatore e dalle informazioni che spera di ottenere dall'immagine".
Negli anni '70, la ricerca sul tracciamento oculare si è espansa rapidamente, in particolare la ricerca sulla lettura. Una buona panoramica della ricerca in questo periodo è data da Rayner.
Nel 1980, Just e Carpenter hanno formulato l'influente ipotesi Strong eye-mind, secondo cui "non c'è alcun ritardo apprezzabile tra ciò che è fissato e ciò che viene elaborato". Se questa ipotesi è corretta, allora quando un soggetto guarda una parola o un oggetto, ci pensa anche (processo cognitivo), e esattamente per il tempo della fissazione registrata. L'ipotesi è spesso data per scontata dai ricercatori che utilizzano il tracciamento oculare. Tuttavia, le tecniche di sguardo contingente offrono un'opzione interessante per districare le attenzioni palesi e nascoste, per differenziare ciò che è fissato e ciò che viene elaborato.
Durante gli anni '80, l'ipotesi occhio-mente è stata spesso messa in discussione alla luce dell'attenzione nascosta, l'attenzione a qualcosa che non si sta guardando, cosa che le persone spesso fanno. Se l'attenzione nascosta è comune durante le registrazioni del tracciamento oculare, il risultante percorso di scansione e i modelli di fissazione spesso mostrerebbero non dove è stata l'attenzione, ma solo dove l'occhio ha guardato, non riuscendo a indicare l'elaborazione cognitiva.
Gli anni '80 hanno visto anche la nascita dell'utilizzo del tracciamento oculare per rispondere a domande relative all'interazione uomo-computer. In particolare, i ricercatori hanno studiato il modo in cui gli utenti cercano i comandi nei menu del computer. Inoltre, i computer hanno consentito ai ricercatori di utilizzare i risultati del tracciamento oculare in tempo reale, principalmente per aiutare gli utenti disabili.
C'è stata poi una crescita nell'utilizzo del tracciamento oculare per studiare come gli utenti interagiscono con diverse interfacce di computer. Le domande specifiche che i ricercatori pongono sono relative alla facilità con cui le diverse interfacce sono per gli utenti. I risultati della ricerca sull'eye tracking possono portare a modifiche nel design dell'interfaccia. Un'altra recente area di ricerca si concentra sullo sviluppo Web. Ciò può includere il modo in cui gli utenti reagiscono ai menu a discesa o dove concentrano la loro attenzione su un sito Web in modo che lo sviluppatore sappia dove inserire un annuncio.
Secondo Hoffman, il consenso attuale è che l'attenzione visiva è sempre leggermente (da 100 a 250 ms) davanti all'occhio. Ma non appena l'attenzione si sposta su una nuova posizione, gli occhi vorranno seguirla.
Processi cognitivi specifici non possono ancora essere dedotti direttamente da una fissazione su un particolare oggetto in una scena. Ad esempio, una fissazione su un volto in un'immagine può indicare riconoscimento, simpatia, antipatia, perplessità ecc. Pertanto, il tracciamento oculare è spesso accoppiato con altre metodologie, come i protocolli verbali introspettivi.
Grazie al progresso dei dispositivi elettronici portatili, gli eye tracker portatili montati sulla testa attualmente possono raggiungere prestazioni eccellenti e sono sempre più utilizzati nella ricerca e nelle applicazioni di mercato mirate alle impostazioni della vita quotidiana. Questi stessi progressi hanno portato ad un aumento nello studio dei piccoli movimenti oculari che si verificano durante la fissazione, sia in laboratorio che in contesti applicati.
Nel 21º secolo, l'uso dell'intelligenza artificiale (AI) e delle reti neurali artificiali è diventato un modo praticabile per completare attività e analisi di tracciamento oculare. In particolare, la rete neurale convoluzionale si presta al tracciamento oculare, poiché è progettata per attività incentrate sull'immagine. Con l'intelligenza artificiale, le attività e gli studi di tracciamento oculare possono fornire informazioni aggiuntive che potrebbero non essere state rilevate dagli osservatori umani. La pratica del deep learning consente inoltre a una determinata rete neurale di migliorare in un determinato compito quando vengono forniti dati di esempio sufficienti. Tuttavia, ciò richiede una fornitura relativamente ampia di dati di addestramento.
I potenziali casi d'uso dell'IA nel tracciamento oculare coprono un'ampia gamma di argomenti, dalle applicazioni mediche alla sicurezza dei conducenti, alla teoria dei giochi e persino alle applicazioni di istruzione e formazione.

## Tipi di tracker
Gli eye-tracker misurano le rotazioni dell'occhio in diversi modi, ma principalmente rientrano in una delle tre categorie:
- misurazione del movimento di un oggetto (normalmente, una speciale lente a contatto) attaccato all'occhio
- tracciamento ottico senza contatto diretto con l'occhio
- misurazione dei potenziali elettrici mediante elettrodi posizionati intorno agli occhi.

### Tracciamento degli occhi
Il primo tipo utilizza un attacco per l'occhio, come una speciale lente a contatto con uno specchio incorporato o un sensore di campo magnetico, e il movimento dell'attacco viene misurato presupponendo che non scivoli in modo significativo durante la rotazione dell'occhio. Le misurazioni con lenti a contatto aderenti hanno fornito registrazioni estremamente sensibili del movimento oculare e le bobine di ricerca magnetica sono il metodo preferito dai ricercatori che studiano la dinamica e la fisiologia sottostante del movimento oculare. Questo metodo consente la misurazione del movimento oculare in direzione orizzontale, verticale e di torsione.

### Tracciamento ottico
La seconda ampia categoria utilizza un metodo ottico senza contatto per misurare il movimento degli occhi. La luce, tipicamente infrarossa, viene riflessa dall'occhio e rilevata da una videocamera o da qualche altro sensore ottico appositamente progettato. Le informazioni vengono quindi analizzate per estrarre la rotazione degli occhi dai cambiamenti nei riflessi. Gli eye tracker basati su video utilizzano in genere il riflesso corneale (la prima immagine di Purkinje, riflessi di oggetti dalla struttura dell'occhio. Sono anche conosciuti come riflessi di Purkinje e come immagini di Purkinje-Sanson) e il centro della pupilla come caratteristiche da tracciare nel tempo. Un tipo più sensibile di tracciatore oculare, il tracciatore oculare dual-Purkinje, utilizza i riflessi dalla parte anteriore della cornea (prima immagine di Purkinje) e dalla parte posteriore dell'obiettivo (quarta immagine di Purkinje) come caratteristiche da tracciare. Un metodo di tracciamento ancora più sensibile consiste nell'immaginare le caratteristiche dall'interno dell'occhio, come i vasi sanguigni della retina, e seguire queste caratteristiche mentre l'occhio ruota. I metodi ottici, in particolare quelli basati sulla registrazione video, sono ampiamente utilizzati per il tracciamento dello sguardo e sono preferiti perché non invasivi e poco costosi.

### Misura del potenziale elettrico
La terza categoria utilizza potenziali elettrici misurati con elettrodi posti intorno agli occhi. Gli occhi sono l'origine di un campo di potenziale elettrico costante che può essere rilevato anche in totale oscurità e se gli occhi sono chiusi. Può essere modellato per essere generato da un dipolo con il suo polo positivo sulla cornea e il suo polo negativo sulla retina. Il segnale elettrico che può essere derivato utilizzando due paia di elettrodi di contatto posizionati sulla pelle attorno a un occhio è chiamato elettrooculogramma (EOG). Se gli occhi si spostano dalla posizione centrale verso la periferia, la retina si avvicina a un elettrodo mentre la cornea si avvicina a quello opposto. Questo cambiamento nell'orientamento del dipolo e di conseguenza nel campo del potenziale elettrico si traduce in un cambiamento nel segnale EOG misurato. Al contrario, analizzando questi cambiamenti nel movimento degli occhi possono essere monitorati. A causa della discretizzazione data dalla configurazione comune degli elettrodi, è possibile identificare due componenti di movimento separate, una orizzontale e una verticale. Un terzo componente EOG è il canale EOG radiale, che è la media dei canali EOG riferiti ad alcuni elettrodi posteriori del cuoio capelluto. Questo canale EOG radiale è sensibile ai potenziali dei picchi saccadici derivanti dai muscoli extraoculari all'inizio delle saccadi e consente un rilevamento affidabile anche delle saccadi in miniatura.
A causa delle potenziali derive e delle relazioni variabili tra le ampiezze del segnale EOG e le dimensioni della saccade, è difficile utilizzare l'EOG per misurare il movimento lento degli occhi e rilevare la direzione dello sguardo. L'EOG è, tuttavia, una tecnica molto robusta per misurare il movimento oculare saccadico associato a spostamenti dello sguardo e rilevare i battiti di ciglia. Contrariamente agli eye-tracker basati su video, EOG consente la registrazione dei movimenti oculari anche con gli occhi chiusi e può quindi essere utilizzato nella ricerca sul sonno. Si tratta di un approccio molto leggero che, a differenza degli attuali eye-tracker basati su video, richiede una bassa potenza di calcolo, funziona in diverse condizioni di illuminazione e può essere implementato come un sistema indossabile incorporato e autonomo. È quindi il metodo di scelta per misurare il movimento degli occhi nelle situazioni mobili della vita quotidiana e nelle fasi REM durante il sonno. Il principale svantaggio di EOG è la sua relativamente scarsa precisione della direzione dello sguardo rispetto a un tracker video. Cioè, è difficile determinare con buona precisione esattamente dove sta guardando un soggetto, sebbene sia possibile determinare il tempo dei movimenti oculari.

## Tecnologie e tecniche
I design attuali più utilizzati sono gli eye-tracker basati su video. Una telecamera mette a fuoco uno o entrambi gli occhi e registra il movimento degli occhi mentre lo spettatore guarda un qualche tipo di stimolo. La maggior parte dei moderni eye-tracker utilizza il centro della pupilla e la luce non collimata a infrarossi / vicino infrarosso per creare riflessi corneali (CR). Il vettore tra il centro della pupilla ei riflessi corneali può essere utilizzato per calcolare il punto di osservazione sulla superficie o la direzione dello sguardo. Di solito è necessaria una semplice procedura di calibrazione dell'individuo prima di utilizzare l'eye tracker.
Vengono utilizzati due tipi generali di tecniche di tracciamento oculare a infrarossi / vicino infrarosso (noto anche come luce attiva): pupilla chiara e pupilla scura. La loro differenza si basa sulla posizione della sorgente di illuminazione rispetto all'ottica. Se l'illuminazione è coassiale con il percorso ottico, l'occhio funge da catarifrangente poiché la luce si riflette sulla retina creando un effetto pupilla brillante simile all'occhio rosso. Se la sorgente di illuminazione è sfalsata rispetto al percorso ottico, la pupilla appare scura perché la retro-riflessione della retina è diretta lontano dalla telecamera.
Il tracciamento della pupilla luminosa crea un maggiore contrasto iride/pupilla, consentendo un tracciamento oculare più robusto con tutta la pigmentazione dell'iride e riduce notevolmente l'interferenza causata dalle ciglia e da altre caratteristiche oscuranti. Consente inoltre il tracciamento in condizioni di illuminazione che vanno dall'oscurità totale a molto luminoso.
Un altro metodo, meno utilizzato, è noto come luce passiva. Usa la luce visibile per illuminare, qualcosa che può causare alcune distrazioni agli utenti. Un'altra sfida con questo metodo è che il contrasto della pupilla è inferiore rispetto ai metodi di luce attiva, pertanto, il centro dell'iride viene utilizzato invece per calcolare il vettore. Questo calcolo deve rilevare il confine dell'iride e la sclera bianca (tracciamento del limbus). Presenta un'altra sfida per i movimenti oculari verticali a causa dell'ostruzione delle palpebre.

Le impostazioni di tracciamento oculare variano notevolmente. Alcuni sono montati sulla testa, altri richiedono che la testa sia stabile (ad esempio, con una mentoniera) e alcuni funzionano in remoto e tracciano automaticamente la testa durante il movimento. La maggior parte utilizza una frequenza di campionamento di almeno 30 Hz. Sebbene 50/60 Hz siano più comuni, oggi molti eye tracker basati su video funzionano a 240, 350 o anche 1000/1250 Hz, velocità necessarie per catturare i movimenti oculari fissativi o misurare correttamente le dinamiche saccadi.

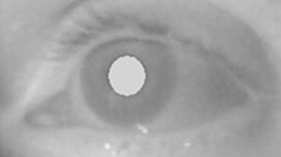
Infrarosso/vicino infrarosso: pupilla luminosa.
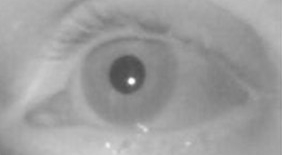
Infrarosso/vicino infrarosso: pupilla scura e riflesso corneale.
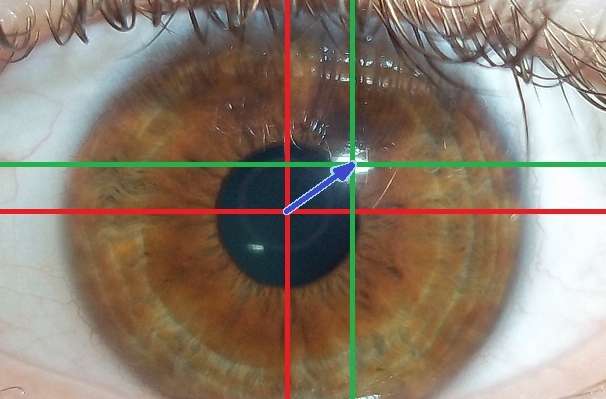
Luce visibile: centro dell'iride (rosso), riflesso corneale (verde) e vettore di uscita (blu).

I movimenti oculari sono tipicamente divisi in fissazioni e saccadi, rispettivamente quando lo sguardo si ferma in una certa posizione e quando si sposta in un'altra. La risultante serie di fissazioni e saccadi è chiamata scanpath. L'inseguimento fluido descrive l'occhio che segue un oggetto in movimento. I movimenti oculari di fissazione includono le microsaccadi: piccole saccadi involontarie che si verificano durante il tentativo di fissazione. La maggior parte delle informazioni dall'occhio sono rese disponibili durante una fissazione o un inseguimento regolare, ma non durante una saccade.
I percorsi di scansione sono utili per analizzare l'intento cognitivo, l'interesse e la salienza. Anche altri fattori biologici (alcuni semplici come il sesso) possono influenzare il percorso di scansione. Il tracciamento oculare nell'interazione uomo-computer (HCI) in genere indaga sul percorso di scansione per scopi di usabilità o come metodo di input nei display contingenti dello sguardo, noti anche come interfacce basate sullo sguardo.

## Presentazione dei dati
L'interpretazione dei dati registrati dai vari tipi di eye-tracker utilizza una varietà di software che li animano o li rappresentano visivamente, in modo da poter riprendere graficamente il comportamento visivo di uno o più utenti. Il video è generalmente codificato manualmente per identificare le AOI (aree di interesse) o utilizzando l'intelligenza artificiale. La presentazione grafica è raramente la base dei risultati della ricerca, poiché sono limitati in termini di ciò che può essere analizzato - la ricerca che si basa sull'eye-tracking, ad esempio, di solito richiede misure quantitative degli eventi del movimento oculare e dei loro parametri. Le seguenti visualizzazioni sono le più comunemente usate:
Rappresentazioni animate di un punto sull'interfaccia. Questo metodo viene utilizzato quando il comportamento visivo viene esaminato individualmente indicando dove l'utente ha focalizzato lo sguardo in ogni momento, completato da un piccolo percorso che indica i movimenti saccadici precedenti.
Rappresentazioni statiche del percorso saccadico. Questo è abbastanza simile a quello descritto sopra, con la differenza che si tratta di un metodo statico. Per interpretarlo è necessario un livello di competenza più elevato rispetto a quelli animati.
Mappe di calore. Una rappresentazione statica alternativa, utilizzata principalmente per l'analisi agglomerata dei modelli di esplorazione visiva in un gruppo di utenti. In queste rappresentazioni, le zone 'calde' o zone a maggiore densità designano dove gli utenti focalizzano il loro sguardo (non la loro attenzione) con maggiore frequenza. Le mappe di calore sono la tecnica di visualizzazione più conosciuta per gli studi di eyetracking.
Mappe delle zone cieche, o focus maps. Questo metodo è una versione semplificata delle mappe di calore dove le zone visivamente meno frequentate dagli utenti vengono visualizzate in modo chiaro, permettendo così una più facile comprensione delle informazioni più rilevanti, cioè fornisce più informazioni su quali zone non sono state viste dagli utenti.
Mappe di salienza. Simile alle mappe di calore, una mappa di salienza illustra le aree di messa a fuoco visualizzando in modo luminoso gli oggetti che attirano l'attenzione su una tela inizialmente nera. Maggiore è la messa a fuoco di un particolare oggetto, più luminoso apparirà.

## Tracciamento oculare vs. tracciamento dello sguardo
Gli eye-tracker misurano necessariamente la rotazione dell'occhio rispetto a un quadro di riferimento. Questo di solito è legato al sistema di misurazione. Pertanto, se il sistema di misurazione è montato sulla testa, come con EOG o un sistema basato su video montato su un casco, vengono misurati gli angoli degli occhi nella testa. Per dedurre la linea di vista nelle coordinate del mondo, la testa deve essere mantenuta in una posizione costante o devono essere tracciati anche i suoi movimenti. In questi casi, la direzione della testa viene aggiunta alla direzione degli occhi nella testa per determinare la direzione dello sguardo. Tuttavia, se il movimento della testa è minore, l'occhio rimane in posizione costante.
Se il sistema di misurazione è montato su tavolo, come con bobine di ricerca sclerali o sistemi di telecamere montate su tavolo (remote), gli angoli di sguardo vengono misurati direttamente in coordinate mondiali. Tipicamente, in queste situazioni i movimenti della testa sono proibiti. Ad esempio, la posizione della testa viene fissata utilizzando una morsa o un supporto per la fronte. Quindi un sistema di riferimento centrato sulla testa è identico a un sistema di riferimento centrato sul mondo. O colloquialmente, la posizione dell'occhio nella testa determina direttamente la direzione dello sguardo.
Sono disponibili alcuni risultati sui movimenti dell'occhio umano in condizioni naturali in cui sono consentiti anche i movimenti della testa. La posizione relativa dell'occhio e della testa, anche con la direzione costante dello sguardo, influenza l'attività neuronale nelle aree visive superiori.

## Pratica
Una grande quantità di ricerca è stata dedicata allo studio dei meccanismi e delle dinamiche della rotazione degli occhi, ma l'obiettivo del tracciamento oculare è molto spesso quello di stimare la direzione dello sguardo. Gli utenti potrebbero essere interessati a quali caratteristiche di un'immagine attirano l'attenzione, ad esempio. È importante rendersi conto che l'eye tracker non fornisce la direzione assoluta dello sguardo, ma può misurare solo i cambiamenti nella direzione dello sguardo. Per determinare con precisione cosa sta guardando un soggetto, è necessaria una procedura di calibrazione in cui il soggetto guarda un punto o una serie di punti, mentre l'eye tracker registra il valore che corrisponde a ciascuna posizione dello sguardo. (Anche quelle tecniche che tracciano le caratteristiche della retina non possono fornire l'esatta direzione dello sguardo perché non esiste una caratteristica anatomica specifica che segna il punto esatto in cui l'asse visivo incontra la retina.
Ogni metodo di tracciamento oculare presenta vantaggi e svantaggi e la scelta di un sistema di tracciamento oculare dipende da considerazioni di costo e applicazione. Esistono metodi offline e procedure online come AttentionTracking. Esiste un compromesso tra costo e sensibilità, con i sistemi più sensibili che costano molte decine di migliaia di dollari e richiedono una notevole esperienza per funzionare correttamente. I progressi nella tecnologia informatica e video hanno portato allo sviluppo di sistemi relativamente a basso costo che sono utili per molte applicazioni e abbastanza facili da usare. Tuttavia, l'interpretazione dei risultati richiede ancora un certo livello di competenza, poiché un sistema disallineato o scarsamente calibrato può produrre dati estremamente errati.

### Eye-tracking durante la guida di un'auto in una situazione difficile
Il movimento degli occhi di due gruppi di conducenti è stato filmato con una speciale telecamera da testa da un team del Politecnico federale svizzero: i conducenti principianti ed esperti hanno registrato il movimento degli occhi mentre si avvicinavano a una curva di una strada stretta. La serie di immagini è stata condensata dai fotogrammi del film originale per mostrare 2 fissazioni oculari per immagine per una migliore comprensione.
Ognuno di questi fotogrammi corrisponde a circa 0,5 secondi in tempo reale.
La serie di immagini mostra un esempio di fissazioni oculari da #9 a #14 di un tipico principiante e di un guidatore esperto.
Il confronto delle immagini in alto mostra che il guidatore esperto controlla la curva e ha persino la fissazione n. 9 per guardare da parte mentre il guidatore alle prime armi deve controllare la strada e stimare la sua distanza dall'auto parcheggiata.
Nelle immagini centrali, il guidatore esperto è ora completamente concentrato sul punto in cui è possibile vedere un'auto in arrivo. Il neopatentato concentra lo sguardo sull'auto parcheggiata.
Nell'immagine in basso il neo guidatore è impegnato a stimare la distanza tra la parete sinistra e l'auto parcheggiata, mentre il guidatore esperto può usare la sua visione periferica per quello e concentrare comunque la visione sul punto pericoloso della curva: se un'auto appare lì, il conducente deve dare la precedenza, cioè fermarsi a destra invece di sorpassare l'auto parcheggiata.
Studi più recenti hanno anche utilizzato il tracciamento oculare montato sulla testa per misurare i movimenti oculari durante le condizioni di guida del mondo reale.

### Tracciamento oculare di persone giovani e anziane mentre camminano
Mentre camminano, i soggetti anziani dipendono maggiormente dalla visione foveale rispetto ai soggetti più giovani. La loro velocità di deambulazione è diminuita da un campo visivo limitato, probabilmente causato da una visione periferica deteriorata.
I soggetti più giovani utilizzano sia la visione centrale che quella periferica mentre camminano. La loro visione periferica consente un controllo più rapido sul processo di deambulazione.

## Applicazioni
Un'ampia varietà di discipline utilizza tecniche di tracciamento oculare, comprese le scienze cognitive; psicologia (in particolare la psicolinguistica; il paradigma del mondo visivo); interazione uomo-macchina (HCI); fattori umani ed ergonomia; ricerche di mercato e ricerche mediche (diagnosi neurologica). Le applicazioni specifiche includono il monitoraggio del movimento degli occhi nella lettura della lingua, nella lettura della musica, nel riconoscimento dell'attività umana, nella percezione della pubblicità, nello sport, nel rilevamento della distrazione e nel carico cognitivo, stima di conducenti e piloti e come mezzo per far funzionare i computer da parte di persone con gravi disabilità motorie. Nel campo della realtà virtuale, il tracciamento oculare viene utilizzato nei display montati sulla testa per una varietà di scopi, tra cui ridurre il carico di elaborazione visualizzando solo l'area grafica all'interno dello sguardo dell'utente.
Negli ultimi anni, la maggiore sofisticazione e accessibilità delle tecnologie di tracciamento oculare hanno generato un grande interesse nel settore commerciale. Le applicazioni includono l'usabilità web, la pubblicità, la sponsorizzazione, la progettazione di pacchetti e l'ingegneria automobilistica. In generale, gli studi commerciali di tracciamento oculare funzionano presentando uno stimolo target a un campione di consumatori mentre un tracciatore oculare registra l'attività degli occhi. Esempi di stimoli target possono includere siti Web, programmi televisivi, eventi sportivi, film e spot pubblicitari, riviste e giornali, pacchetti, espositori da scaffale, sistemi di consumo (bancomat, sistemi di pagamento, chioschi) e software. I dati risultanti possono essere analizzati statisticamente e rappresentati graficamente per fornire prove di modelli visivi specifici. Esaminando fissazioni, saccadi, dilatazione della pupilla, ammiccamenti e una varietà di altri comportamenti, i ricercatori possono determinare molto sull'efficacia di un dato mezzo o prodotto. Mentre alcune aziende completano questo tipo di ricerca internamente, ci sono molte aziende private che offrono servizi e analisi di tracciamento oculare.
Un campo di ricerca commerciale sull'eye-tracking è l'usabilità del web. Mentre le tecniche di usabilità tradizionali sono spesso abbastanza potenti nel fornire informazioni sui modelli di clic e scorrimento, il tracciamento oculare offre la possibilità di analizzare l'interazione dell'utente tra i clic e quanto tempo un utente trascorre tra i clic, fornendo così preziose informazioni su quali funzioni sono le più accattivante, le cui caratteristiche creano confusione e che vengono ignorate del tutto. In particolare, l'eye-tracking può essere utilizzato per valutare l'efficienza della ricerca, il branding, la pubblicità online, l'usabilità della navigazione, il design generale e molti altri componenti del sito. Le analisi possono prendere di mira un prototipo o un sito della concorrenza oltre al sito del cliente principale.
Il tracciamento oculare è comunemente utilizzato in una varietà di diversi mezzi pubblicitari. Spot pubblicitari, annunci stampati, annunci online e programmi sponsorizzati sono tutti favorevoli all'analisi con l'attuale tecnologia di tracciamento oculare. Un esempio è l'analisi dei movimenti oculari rispetto agli annunci sulle Pagine Gialle. Uno studio si è concentrato su quali caratteristiche particolari hanno indotto le persone a notare un annuncio, se hanno visualizzato gli annunci in un ordine particolare e come variavano i tempi di visualizzazione. Lo studio ha rivelato che le dimensioni dell'annuncio, la grafica, il colore e il testo influenzano l'attenzione verso gli annunci pubblicitari. Sapere questo consente ai ricercatori di valutare in modo molto dettagliato la frequenza con cui un campione di consumatori si fissa sul logo, sul prodotto o sull'annuncio target. Quindi un inserzionista può quantificare il successo di una data campagna in termini di effettiva attenzione visiva. Un altro esempio di ciò è uno studio che ha rilevato che in una pagina dei risultati di un motore di ricerca, i frammenti di paternità hanno ricevuto più attenzione rispetto agli annunci a pagamento o persino al primo risultato organico.
Ancora un altro esempio di ricerca commerciale di tracciamento oculare viene dal campo del reclutamento. Uno studio ha analizzato il modo in cui i reclutatori selezionano i profili LinkedIn e ha presentato i risultati come mappe di calore.

### Applicazioni di sicurezza
Gli scienziati nel 2017 hanno costruito una rete neurale integrata profonda (DINN) da una rete neurale profonda e una rete neurale convoluzionale. L'obiettivo era utilizzare il deep learning per esaminare le immagini dei conducenti e determinare il loro livello di sonnolenza "classificando gli stati oculari". Con un numero sufficiente di immagini, il DINN proposto potrebbe idealmente determinare quando i conducenti battono le palpebre, quanto spesso lo fanno e per quanto tempo. Da lì, potrebbe giudicare quanto sembra essere stanco un determinato guidatore, conducendo efficacemente un esercizio di tracciamento oculare. Il DINN è stato addestrato sui dati di oltre 2.400 soggetti e ha diagnosticato correttamente i loro stati nel 96% -99,5% delle volte. La maggior parte degli altri modelli di intelligenza artificiale ha funzionato a tassi superiori al 90%. Questa tecnologia potrebbe idealmente fornire un'altra strada per il rilevamento della sonnolenza del conducente.

### Applicazioni della teoria dei giochi
In uno studio del 2019, è stata costruita una rete neurale convoluzionale (CNN) con la capacità di identificare i singoli pezzi degli scacchi nello stesso modo in cui altre CNN possono identificare le caratteristiche facciali. È stato quindi alimentato con dati di input di tracciamento oculare da 30 giocatori di scacchi di vari livelli di abilità. Con questi dati, la CNN ha utilizzato la stima dello sguardo per determinare le parti della scacchiera a cui un giocatore stava prestando molta attenzione. Ha quindi generato una mappa di salienza per illustrare quelle parti del tabellone. Alla fine, la CNN unirebbe la sua conoscenza del tabellone e dei pezzi con la sua mappa di salienza per prevedere la prossima mossa dei giocatori. Indipendentemente dal set di dati di addestramento il sistema di rete neurale è stato addestrato, ha predetto la mossa successiva in modo più accurato rispetto a se avesse selezionato una possibile mossa a caso e le mappe di salienza tracciate per ogni dato giocatore e situazione erano simili per oltre il 54%.

### Tecnologia assistiva
Le persone con gravi disabilità motorie possono utilizzare il tracciamento oculare per interagire con i computer poiché è più veloce delle tecniche di scansione a interruttore singolo e intuitivo da utilizzare. La compromissione motoria causata dalla paralisi cerebrale o dalla sclerosi laterale amiotrofica spesso influisce sul linguaggio e gli utenti con grave disturbo del linguaggio e motorio (SSMI) utilizzano un tipo di software noto come aiuto per la comunicazione aumentativa e alternativa (CAA), che visualizza icone, parole e lettere sullo schermo e utilizza un software di sintesi vocale per generare un output vocale. I ricercatori hanno anche esplorato il tracciamento oculare per controllare bracci robotici e sedie a rotelle elettriche. Il tracciamento oculare è anche utile per analizzare i modelli di ricerca visiva, rilevare la presenza di nistagmo e rilevare i primi segni di difficoltà di apprendimento analizzando il movimento dello sguardo durante la lettura.

### Applicazioni aeronautiche
Il tracciamento oculare è già stato studiato per la sicurezza del volo confrontando i percorsi di scansione e la durata della fissazione per valutare i progressi dei tirocinanti dei piloti, per stimare le capacità dei piloti, per analizzare l'attenzione congiunta dell'equipaggio e la consapevolezza situazionale condivisa. La tecnologia di tracciamento oculare è stata anche esplorata per interagire con i sistemi di visualizzazione montati sul casco e i display multifunzionali negli aerei militari. Sono stati condotti studi per studiare l'utilità dell'eye tracker per il blocco del bersaglio Head-up e l'acquisizione del bersaglio Head-up nei sistemi di visualizzazione montati su casco (HMDS). Il feedback dei piloti ha suggerito che, anche se la tecnologia è promettente, i suoi componenti hardware e software devono ancora essere migliorati. La ricerca sull'interazione con i display multifunzionali nell'ambiente del simulatore ha mostrato che il tracciamento oculare può migliorare significativamente i tempi di risposta e il carico cognitivo percepito rispetto ai sistemi esistenti. Inoltre, la ricerca ha anche studiato l'utilizzo di misurazioni della fissazione e delle risposte pupillari per stimare il carico cognitivo del pilota. La stima del carico cognitivo può aiutare a progettare abitacoli adattivi di nuova generazione con una migliore sicurezza di volo. L'eye tracking è utile anche per rilevare l'affaticamento del pilota.

### Applicazioni automobilistiche
La tecnologia di tracciamento oculare viene studiata nel settore automobilistico sia in modo passivo che attivo. La National Highway Traffic Safety Administration ha misurato la durata dello sguardo per svolgere attività secondarie durante la guida e l'ha utilizzata per promuovere la sicurezza scoraggiando l'introduzione di dispositivi che distraggono eccessivamente nei veicoli. Oltre al rilevamento della distrazione, l'eye tracking viene utilizzato anche per interagire con IVIS. Sebbene la ricerca iniziale ha studiato l'efficacia del sistema di tracciamento oculare per l'interazione con l'HDD (Head Down Display), richiedeva comunque ai conducenti di distogliere lo sguardo dalla strada durante l'esecuzione di un'attività secondaria. Studi ulteriori hanno studiato l'interazione controllata dallo sguardo con l'HUD (Head Up Display) che elimina la distrazione degli occhi fuori strada. Il tracciamento oculare viene utilizzato anche per monitorare il carico cognitivo dei conducenti per rilevare potenziali distrazioni. Sebbene i ricercatori abbiano esplorato diversi metodi per stimare il carico cognitivo dei conducenti da diversi parametri fisiologici, l'uso di parametri oculari ha esplorato un nuovo modo di utilizzare gli eye tracker esistenti per monitorare il carico cognitivo dei conducenti oltre all'interazione con IVIS.

### Applicazioni di intrattenimento
Il videogioco del 2021 Before Your Eyes registra e legge il battito di ciglia del giocatore e lo utilizza come modo principale per interagire con il gioco.

### Applicazioni ingegneristiche
L'uso diffuso della tecnologia di tracciamento oculare ha fatto luce sul suo utilizzo nell'ingegneria del software empirica negli anni più recenti. La tecnologia di tracciamento oculare e le tecniche di analisi dei dati vengono utilizzate per studiare la comprensibilità dei concetti di ingegneria del software da parte dei ricercatori. Questi includono la comprensibilità dei modelli di processi aziendali, e diagrammi utilizzati nell'ingegneria del software come diagrammi di attività UML e diagrammi EER. Le metriche di tracciamento oculare come fissazione, percorso di scansione, precisione del percorso di scansione, richiamo del percorso di scansione, fissazioni sull'area di interesse/regione rilevante vengono calcolate, analizzate e interpretate in termini di comprensibilità del modello e del diagramma. I risultati vengono utilizzati per migliorare la comprensibilità di diagrammi e modelli con adeguate soluzioni relative al modello e migliorando i fattori personali correlati come la capacità della memoria di lavoro, il carico cognitivo, lo stile di apprendimento e la strategia degli ingegneri del software e dei modellisti.

## Problemi di privacy
Con il tracciamento oculare destinato a diventare una caratteristica comune in vari dispositivi elettronici di consumo, inclusi smartphone, laptop e cuffie per realtà virtuale, sono state sollevate preoccupazioni sull'impatto della tecnologia sulla privacy dei consumatori. Con l'ausilio di tecniche di apprendimento automatico, i dati di tracciamento oculare possono rivelare indirettamente informazioni sull'etnia, i tratti della personalità, le paure, le emozioni, gli interessi, le abilità e le condizioni di salute fisica e mentale di un utente. Se tali inferenze vengono tratte senza la consapevolezza o l'approvazione di un utente, questo può essere classificato come un attacco di inferenza. Le attività oculari non sono sempre sotto il controllo volontario, ad esempio, "gli sguardi guidati dallo stimolo, la dilatazione della pupilla, il tremore oculare e le palpebre spontanee si verificano per lo più senza uno sforzo cosciente, simile alla digestione e alla respirazione". Pertanto, può essere difficile per l'occhio tracciare gli utenti per stimare o controllare la quantità di informazioni che rivelano su se stessi.

## Galleria d'immagini

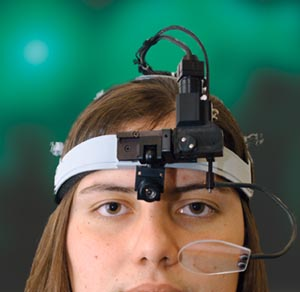
Dispositivo di tracciamento oculare
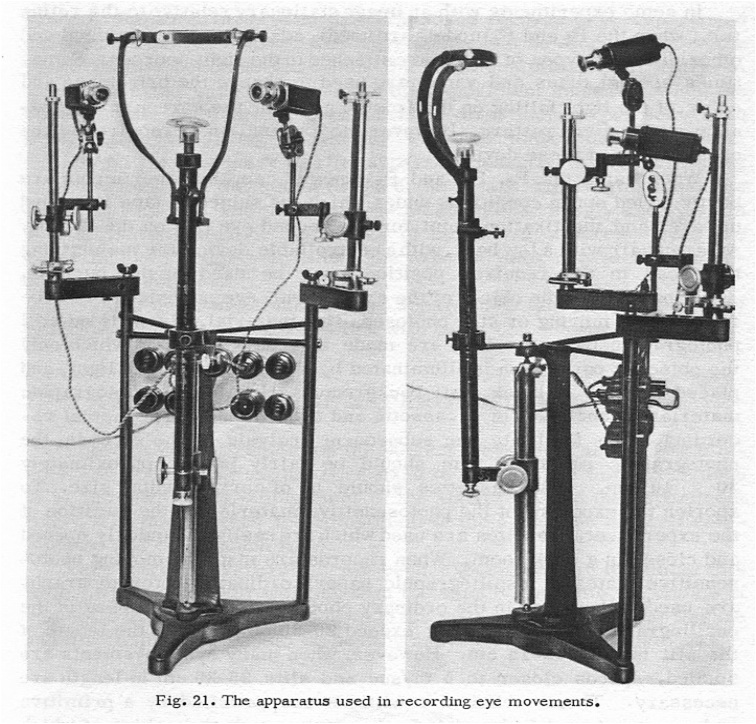
Eye tracker Yarbus degli anni '60
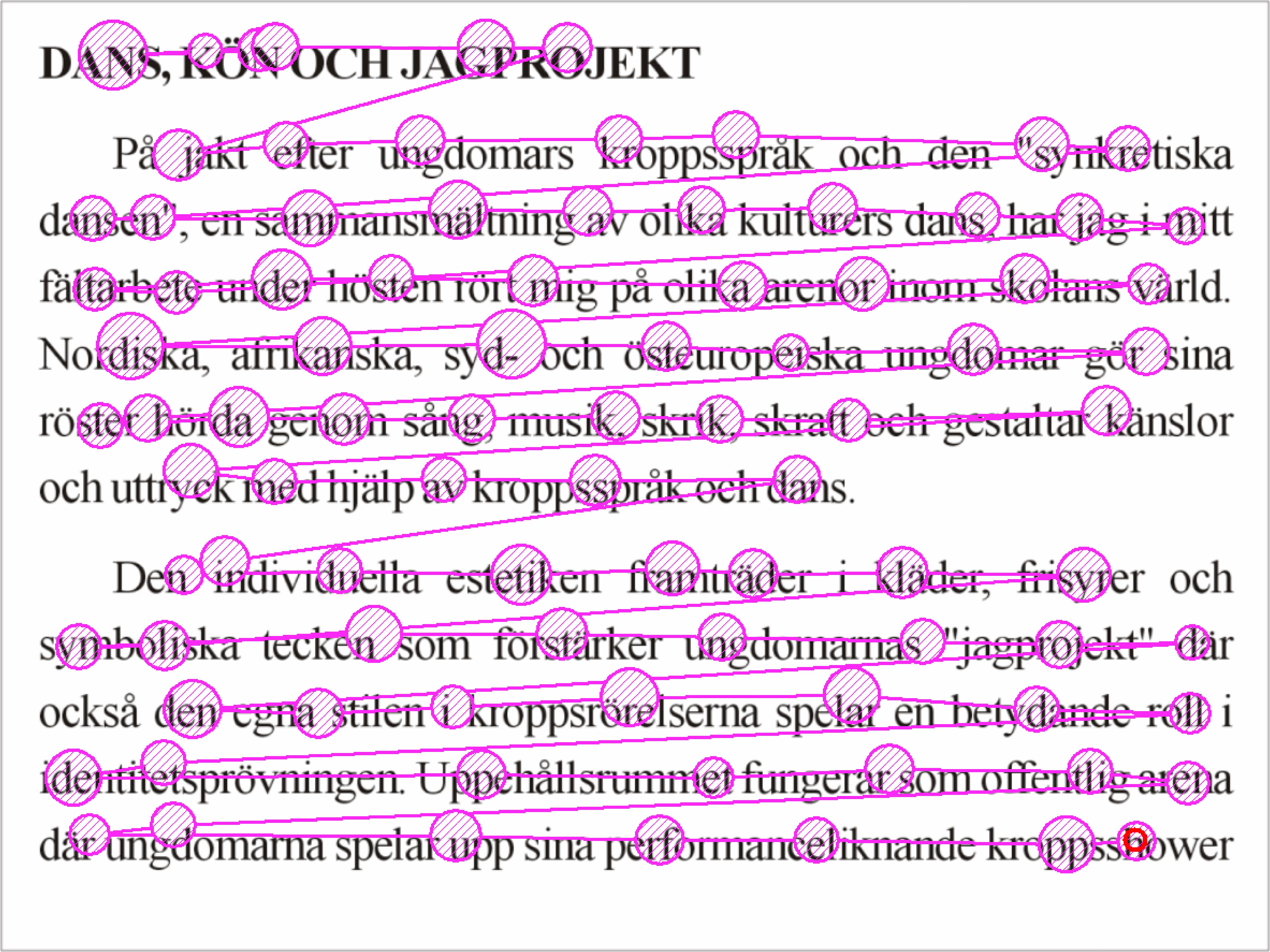
Un esempio di fissazioni e saccadi sul testo. Questo è lo schema tipico del movimento degli occhi durante la lettura. Gli occhi non si muovono mai agevolmente sul testo fermo.
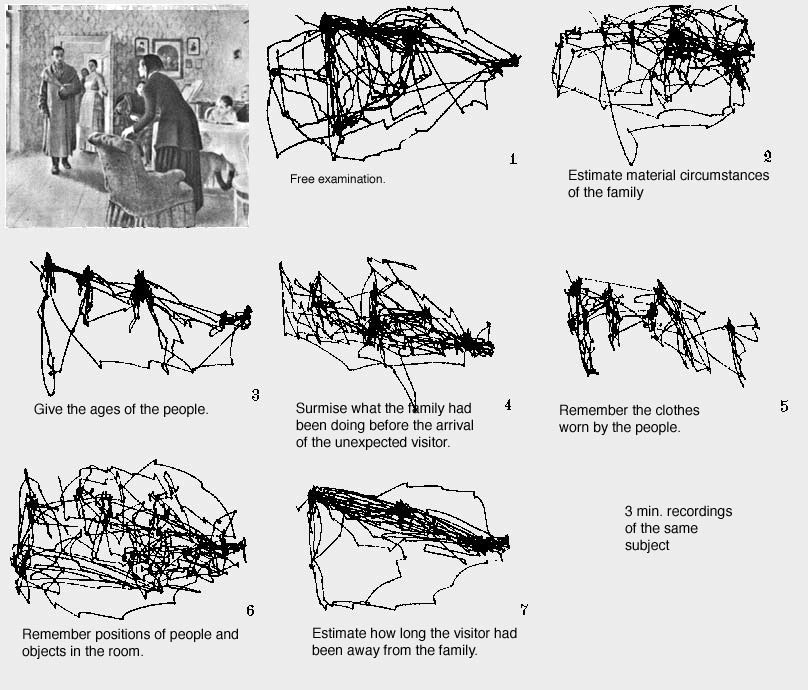
Questo studio di Yarbus (1967) viene spesso citato come prova di come il compito affidato a una persona influenzi il suo movimento oculare.
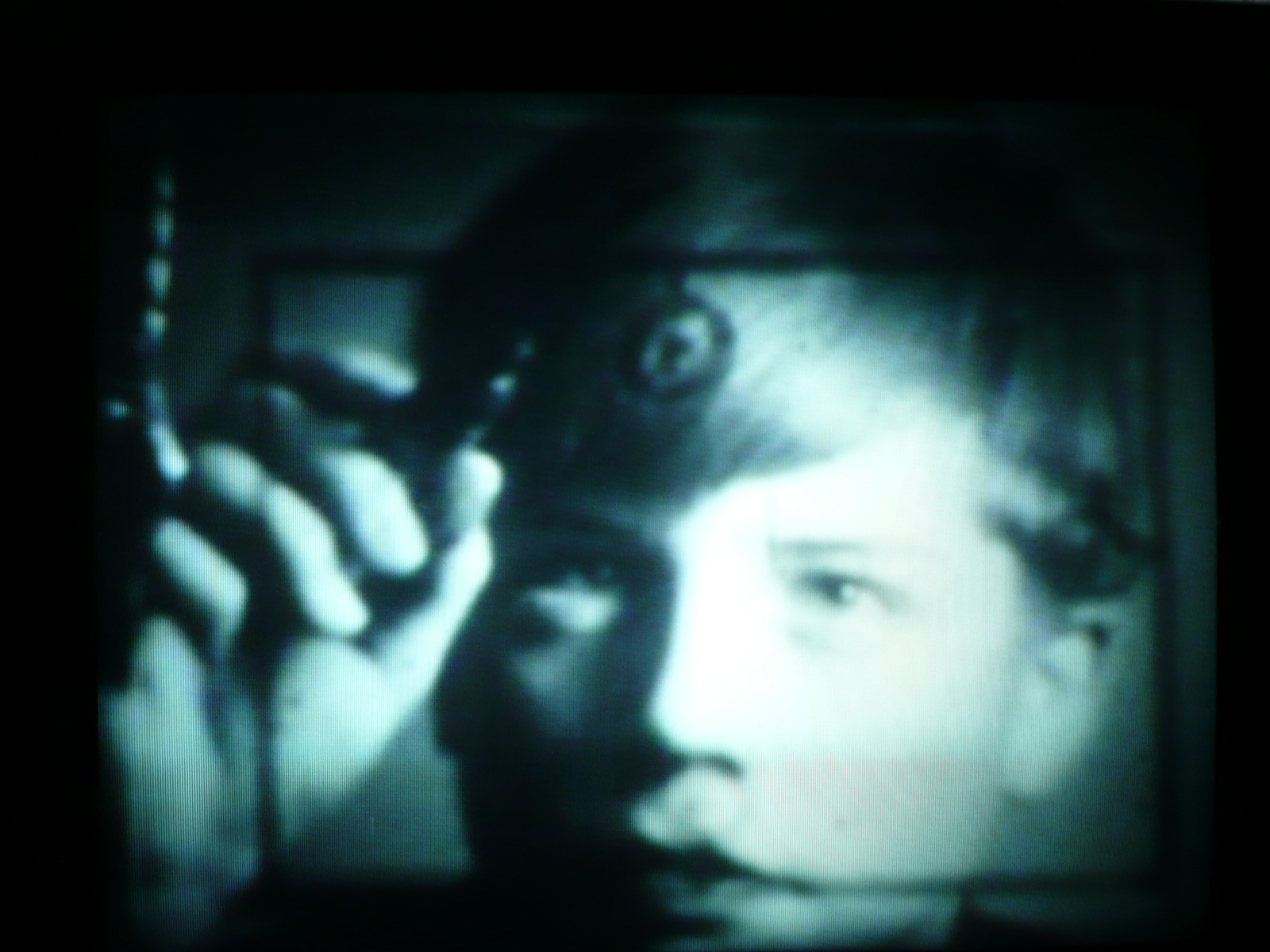
Questo studio di Hunziker (1970)[86] sull'eye tracking nella risoluzione dei problemi utilizzava una semplice pellicola da 8 mm per tracciare il movimento degli occhi filmando il soggetto attraverso una lastra di vetro su cui era visualizzato il problema visivo[87][86].
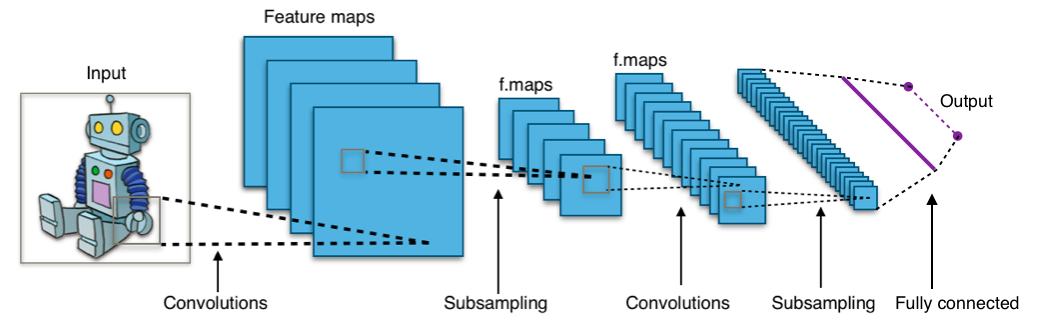
L'uso di reti neurali convoluzionali nel tracciamento oculare consente l'identificazione di nuove informazioni da parte dell'intelligenza artificiale.
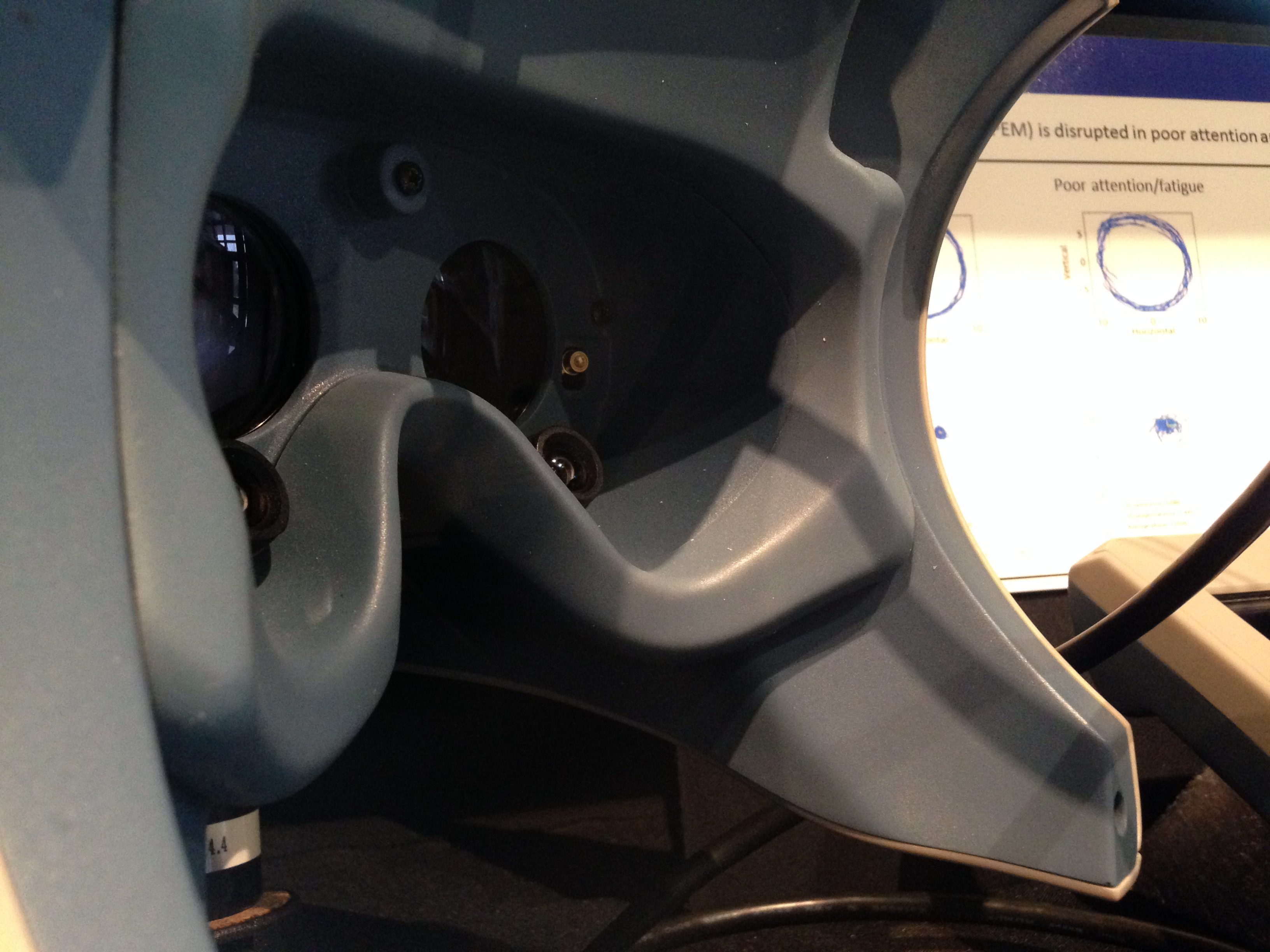
Un display montato sulla testa per il rilevamento degli occhi. Ogni occhio ha una sorgente luminosa a LED (metallo color oro) sul lato della lente del display e una fotocamera sotto la lente del display.